# ベッツィー・ロス
ベッツィー・ロス（Betsy Ross、1752年1月1日 - 1836年1月30日、グリスコム、アシュバーン、クレイプールとも）は、星条旗の作成者と考えられるアメリカ合衆国の人物。初めて国旗を作成したさい、旗中の六稜星（✡）をより制作し易い五芒星（★）に変えたことで知られているが、この話が真実であるという証拠は文書の形で残されていない。

## 前半生

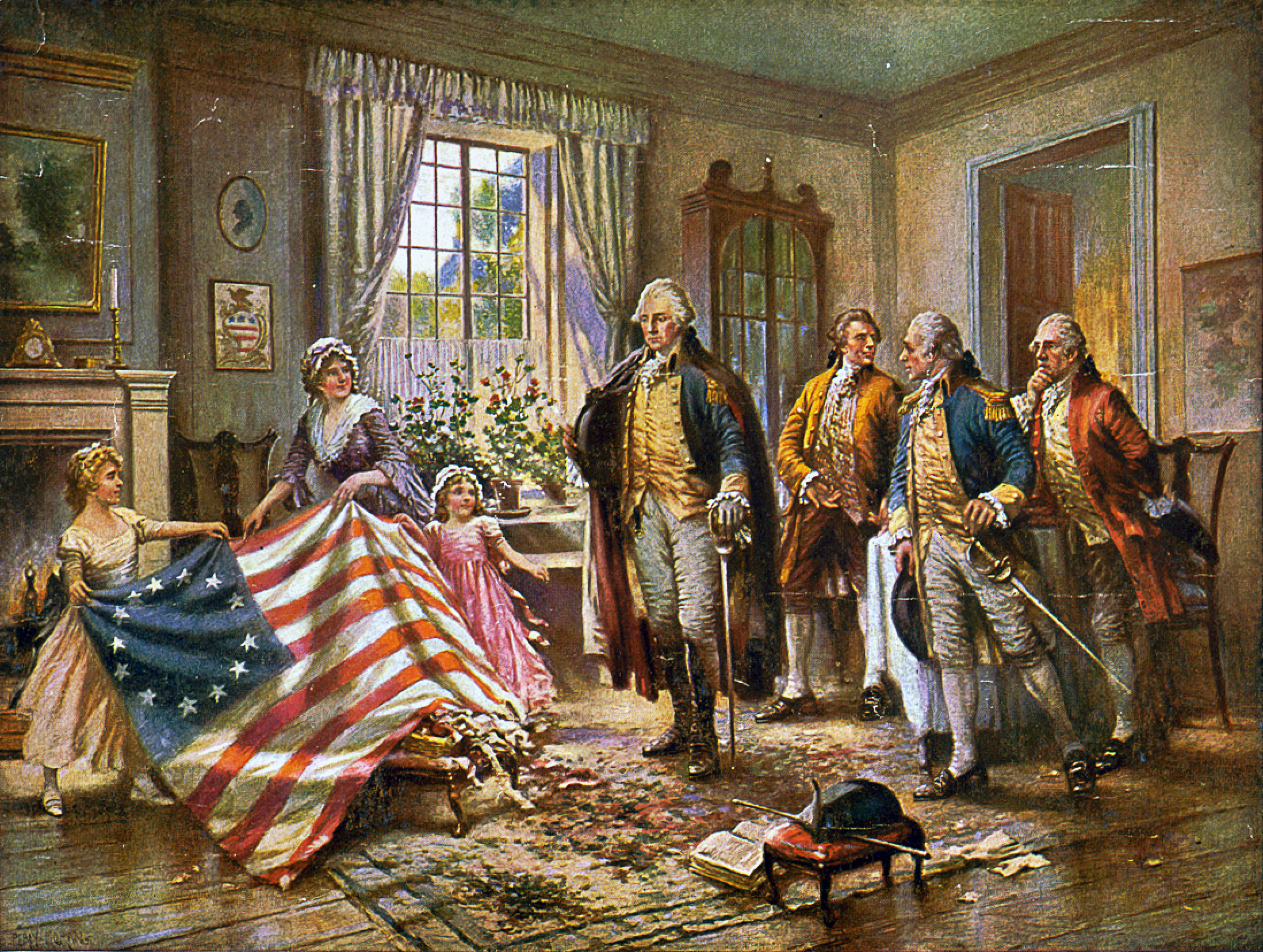
ジョージ・ワシントンに星条旗を示すベッツィー・ロス（エドワード・パーシー・モラン作）

ペンシルベニア州フィラデルフィアにて、父サミュエル・グリスコムと母レベッカ・ジェームズ・グリスコムとの間に、17人兄弟の8女として生まれる。質素な身なりとクエーカーの厳格な規律が支配する家庭に育つ。大叔母のサラ・エリザベス・アン・グリスコムから裁縫を習う。曽祖父でクエーカー教徒の大工であるアンドルー・グリスコムは、1680年にイングランドより移住。
クエーカー系学校にて学業を終えると、父によりウィリアム・ウェブスターなる室内装飾品製造業者の下へ丁稚奉公に出されることとなる。修行中に同じく見習い工のジョン・ロス（聖公会の副牧師であるエーネス・ロスの子息）と恋に落ち、21歳を迎えた1773年駆け落ちにより結婚。
結婚は家族の分裂をもたらし、クエーカー教会からも除名を余儀無くされる。そのため、すぐに室内装飾品製造業を興すと、ロスの家族やジョージ・ワシントンが属する聖公会に参加。2人の間に子はいなかった。

## 戦争
2人が結婚していた2年間にアメリカ独立戦争が勃発。ジョン・ロスは地元の民兵の一員として軍需品の護衛に当たるが、一説によると火薬の爆発により死亡。しかしこの説には疑義が指摘されている。当時24歳のベッツィーは軍服の修繕やテント、毛布の作成に携わり、1779年には大陸軍側でマスケット銃の砲弾に紙製の弾薬筒を詰める作業を行うなど、銃後の守りに勤しんだ。
1777年6月15日には2番目の夫として、水夫のジョセフ・アシュバーンと結婚。1780年アシュバーンの乗った船がイギリスのフリゲートに拿捕され、反逆罪の廉でイングランドの監獄に収監を余儀無くされる（その後獄死）。この間娘のエリザが生まれる。
1783年5月、アシュバーンと監獄で知り合ったジョン・クレイプールと結婚、前夫の死を知らされることとなる。2人の間には5人の娘を儲け、次女が生まれると転居。クレイプールは20年間体調不良に悩まされた後、1817年に他界する。しかしその後も10年以上にわたり室内装飾品製造業を続けた。退職に当たり、娘のスザンナと共に居を移す。
当時目が不自由だったロスは、晩年の3年間をフィラデルフィアにて娘のジェーンと暮らし、1836年1月30日84歳で死去。
フィラデルフィアでは最も観光客が訪れる場所の1つに数えられるが、かつて住んでいたというベッツィー・ロスの家については議論が絶えない。

## 埋葬
当初はフィラデルフィアの自由クエーカー墓地に埋葬されていたものの、2年後墓荒らしに遭ったため、同市内の墓地に再埋葬されることとなる。アメリカ合衆国独立200周年記念行事の準備に際して、市側が1975年ベッツィー・ロスの家の中庭に遺体を移すも、作業員は墓石の下に遺体を見つけられなかったという。そのため、家族が住んでいたという土地で見つかった骨をロスのものであるということにして、現在地に埋葬。

## 郵便切手

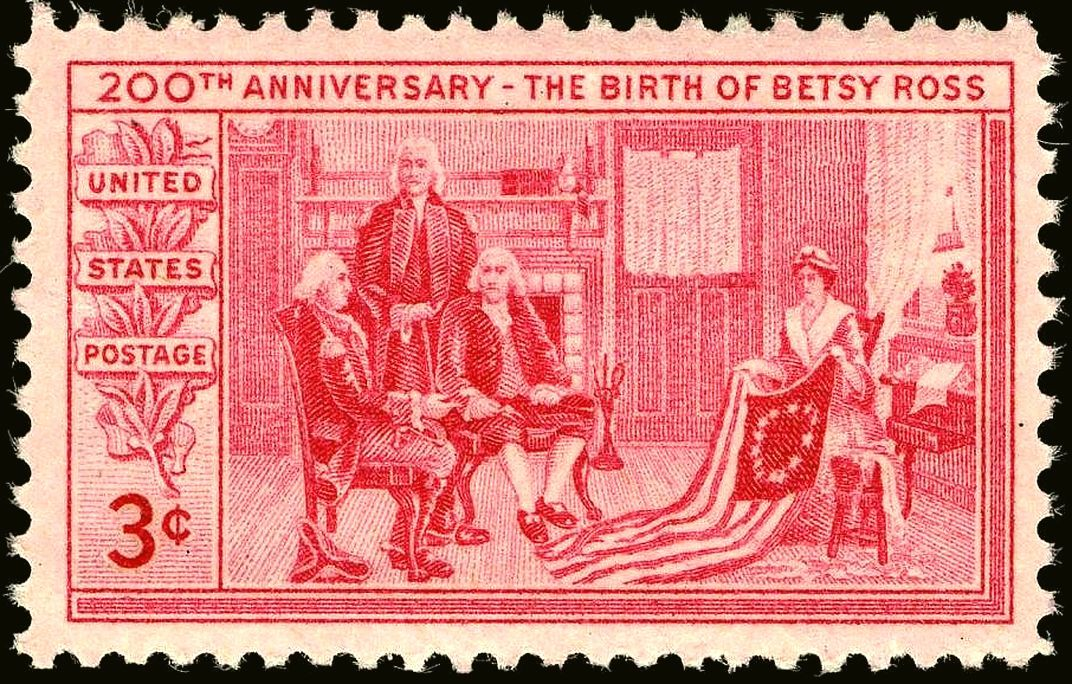
ベッツィー・ロス生誕200周年記念切手（1952年発行）

アメリカ合衆国郵便公社は1952年1月1日、ロス生誕200周年を記念して切手を発行。ジョージ・ワシントンやロバート・モリス、ジョージ・ロスに新しい旗を見せる様子を描いたものであった。意匠はチャールズ・H・ワイスバーガーが担当。

## 評価
国立アメリカ史博物館が行った調査によると、ベッツィー・ロスがジョージ・ワシントン提督のために星条旗を初めて作ったという話は、独立100周年に当たる1876年頃国民の間に広まったという。1870年には孫のウィリアム・J・キャンビーが、ペンシルベニア歴史協会に自分の祖母がアメリカ合衆国の「国旗を初めて作った」とする手紙を送っている。それによるとキャンビーは、ロスの死から20年が経過した1857年に、叔母のクラリッサ・シドニー・ウィルソンからこの情報を聞き入れたと主張。議会で国旗法が可決される2年前の1776年春、ワシントンがフィラデルフィアへ遠征していた際に国旗を見せたとしている。
スミソニアン博物館の専門家は2008年、著書『星が輝く旗:アメリカの象徴の形成』の中で、キャンビーの話は独立戦争や英雄譚を熱望する国民に訴えたものに過ぎないと指摘。ベッツィー・ロスは少女達にとっての愛国的な模範なり、アメリカ史に貢献した女性の象徴にまで祀り上げられたというのである。
歴史学者のローレル・サッチャー・ウルリッヒは2007年に発表した論文『いかにしてベッツィー・ロスは有名となったか:口承、ナショナリズム、歴史の捏造』の中でこの逸話を検証。また、ロスの伝記作家であるマリア・ミラーも2010年『ベッツィー・ロスとアメリカの形成』の中で、たとえキャンビーの発言を受け入れるにしても、ベッツィー・ロスはフィラデルフィアの複数の旗制作者の1人に過ぎず、唯一の貢献としては六稜星を五芒星に変えた位であろうと指摘している。

## 伝記
- “Betsy Ross Issue”.   Smithsonian National Postal Museum. 2014年5月29日閲覧。